# ريتشارد تورنر (لاعب كريكت)
ريتشارد تورنر (6 أبريل 1932 - ) (بالإنجليزية: Richard Turner)‏ هو لاعب كريكت بريطاني.

## وصلات خارجية
- ريتشارد تورنر على موقع إي آس بي آن كريك إنفو (الإنجليزية)